# Heterolocha rosearia
Heterolocha rosearia är en fjärilsart som beskrevs av John Henry Leech 1897. Heterolocha rosearia ingår i släktet Heterolocha och familjen mätare. Inga underarter finns listade i Catalogue of Life.